# 1689 na literatura

## Nascimentos
| Data          | Nome                 | Profissão | Nacionalidade | Observações | Ref |
| ------------- | -------------------- | --------- | ------------- | ----------- | --- |
| 18 de Janeiro | Montesquieu          | escritor  | França        | m. 1755     |     |
| 26 de Maio    | Mary Wortley Montagu | escritora | Inglaterra    | m. 1762     |     |

## Mortes
| Data        | Nome       | Profissão | Nacionalidade | Observações | Ref |
| ----------- | ---------- | --------- | ------------- | ----------- | --- |
| 16 de Abril | Aphra Behn | escritora | Inglaterra    | n. 1640     |     |